# Развој светског рекорда на 1.500 метара за жене
Светски рекорди у дисциплини трчања на 1.500 метара у женској конкуренцији, које ИААФ званично признаје, воде се од 1967. године. Први рекорди су мерени ручно (штоперицом). До 1975.
Да данас (30.6.2017) ИААФ је ратификовао укупно 14 светска рекорда у женској конкуренцији.

## Ратификовани рекорди на 1.500 метара
| Време   | Електронски | Атлетичарка          | Земља            | Место                        | Датум               | Трајање                       |
| ------- | ----------- | -------------------- | ---------------- | ---------------------------- | ------------------- | ----------------------------- |
| 4:17,3+ |             | Ен Смит              | Велика Британија | Лондон, Уједињено Краљевство | 3. јун 1967.        | 4 месеца и 21 дан             |
| 4:15,6  |             | Марија Гомерс        | Холандија        | Sittard, Холандија           | 24. октобар 1967.   | 1 година, 8 месеци и 8 дана   |
| 4:12,4  |             | Паола Пигни          | Италија          | Милано, Италија              | 2. јул 1969.        | 2 месеца и 18 дана            |
| 4:10,7  | 4:10,77     | Јарослава Јехличкова | Чехословачка     | Пиреј, Грчка                 | 20. септембар 1969. | 1 година, 10 месеци и 26 дана |
| 4:09,6  | 4:09,62     | Карин Бурнелајт      | Источна Немачка  | Хелсинки, Финска             | 15. август 1971.    | 11 месеци и 3 дана            |
| 4:06,9  |             | Људмила Брагина      | Совјетски Савез  | Москва, СССР                 | 18. јул 1972.       | 1 месец и 17 дана             |
| 4:06,5  | 4:06,47     | Људмила Брагина      | Совјетски Савез  | Минхен, Западна Немачка      | 4. септембар 1972.  | 3 дана                        |
| 4:05,1  | 4:05,07     | Људмила Брагина      | Совјетски Савез  | Минхен, Западна Немачка      | 7. септембар 1972.  | 2 дана                        |
| 4:01,4  | 4:01,38     | Људмила Брагина      | Совјетски Савез  | Минхен, Западна Немачка      | 9. септембар 1972.  | 3 године, 9 месеци и 18 дана  |
| 3:56,0  |             | Татјана Казанкина    | Совјетски Савез  | Подољск, СССР                | 27. јун 1976.       | 4 године и 9 дана             |
| 3:55,0  |             | Татјана Казанкина    | Совјетски Савез  | Москва, СССР                 | 6. јул 1980.        | 1 месец и 7 дана              |
| 3:52,47 |             | Татјана Казанкина    | Совјетски Савез  | Цирих, Швајцарска            | 13. август 1980.    | 13 година и 29 дана           |
| 3:50,46 |             | Ћу Ђуенсја           | Кина             | Пекинг, Кина                 | 11. септембар 1993. | 21 година, 10 месеци и 6 дана |
| 3:50,07 |             | Гензебе Дибаба       | Етиопија         | Монако, Монако               | 17. јул 2015.       | 9 година и 314 дана           |

+ – време измерено као пролазно време у некој дужој дистанци